# مساقط
مساقط، هي مدينة تقع في الوسط الغربي لجمهورية تشاد، ويبلغ عدد سكانها 24,764 ساكن حسب إحصائيات 2012. وتقع مساقط في منطقة حجر لميس، على طريق بمسافة 86.6 كم (87 كم) تم الانتهاء منه عام 1969 يربط مساقط مع العاصمة انجمينا.

## التاريخ
مساقط هي مسرح هزيمة للجيش الوطني التشادي بقيادة إدريس ديبي إتنو ضد المتمردين في 1 شباط 2008.

## اقتصاد
- يوجد سوق مواشي كبير جدا (الأبقار والأغنام والخيول والجمال).

## التعداد السكاني
| سنة  | سكان   |
| ---- | ------ |
| 1993 | 13,185 |
| 2008 | 18,872 |
| 2009 | 29,364 |
| 2012 | 24,764 |